# Pearsonia sessilifolia
Pearsonia sessilifolia är en ärtväxtart som först beskrevs av William Henry Harvey, och fick sitt nu gällande namn av Dummer. Pearsonia sessilifolia ingår i släktet Pearsonia och familjen ärtväxter.

## Underarter
Arten delas in i följande underarter:
- P. s. filifolia
- P. s. marginata
- P. s. sessilifolia
- P. s. swaziensis